# Нев'янський Рибзавод
Нев'я́нський Рибзаво́д (рос. Невьянский Рыбзавод) — селище у складі Нев'янського міського округу Свердловської області.
Населення — 1 особа (2010, 4 у 2002).
Національний склад станом на 2002 рік: росіяни — 100 %.